# Super 12 2003
Il Super 12 2003 fu l'8ª edizione del Super Rugby, competizione professionistica di rugby a 15 organizzata dal SANZAR tra i club di Australia, Nuova Zelanda e Sudafrica.
Composta interamente di franchise, si tenne tra febbraio e maggio 2003.
Nella stagione regolare ogni squadra incontrò tutte le altre in partita di sola andata; per non aggravare i costi di trasferta alcuni turni furono di cinque piuttosto che di sei incontri, sì da permettere alle squadre in visita in un continente di disputare tutti gli incontri in giornate consecutive; per tale ragione il calendario prevedette 12 giornate invece di 11.
La Nuova Zelanda, tornata prepotentemente al comando della competizione, nell'edizione in oggetto presentò tre squadre in semifinale, i Blues, i Crusaders e gli Hurricanes, ai primi tre posti della classifica della stagione regolare; quarta classificata la compagine di Canberra dei Brumbies.
Nella semifinale tutta neozelandese tra Crusaders e Hurricanes prevalsero i campioni uscenti, mentre nell'altra semifinale l'unica australiana uscì per mano dei Blues.
La finale, disputata all'Eden Park di Auckland, vide prevalere i Blues contro i Crusaders per 21-17 al termine di una gara sempre in bilico, in cui gli ospiti realizzarono tre mete con una trasformazione, ma i padroni di casa furono più precisi dalla piazzola a dispetto delle sole due mete realizzate.

## Squadre partecipanti e ambiti territoriali
| Paese         | Squadra     | Sede           | Area                                      |
| ------------- | ----------- | -------------- | ----------------------------------------- |
| Australia     | Brumbies    | Canberra       | Territorio della Capitale Australiana     |
| Australia     | Reds        | Brisbane       | Stato del Queensland                      |
| Australia     | Waratahs    | Sydney         | Stato del Nuovo Galles del Sud            |
| Nuova Zelanda | Blues       | Auckland       | Penisola di North Auckland                |
| Nuova Zelanda | Chiefs      | Hamilton       | Distretti di Hamilton, Tauranga e Rotorua |
| Nuova Zelanda | Crusaders   | Christchurch   | Regione di Canterbury                     |
| Nuova Zelanda | Highlanders | Dunedin        | Distretto di Otago e South Land           |
| Nuova Zelanda | Hurricanes  | Wellington     | Wellington, Palmerston North e Napier     |
| Sudafrica     | Bulls       | Pretoria       | East Rand, Limpopo                        |
| Sudafrica     | Lions       | Johannesburg   | Mpumalanga, Provincia del Nordovest       |
| Sudafrica     | Sharks      | Durban         | KwaZulu-Natal                             |
| Sudafrica     | Stormers    | Città del Capo | Cape Winelands, West Coast                |

## Stagione regolare

### Risultati
|           | 1ª giornata                  |       |
| --------- | ---------------------------- | ----- |
| 21-2-2003 | Stormers - Coastal Sharks    | 40–18 |
| 21-2-2003 | Golden Cats - Northern Bulls | 26–34 |
| 21-2-2003 | Waratahs - Auckland Blues    | 18–31 |
| 21-2-2003 | Waikato Chiefs - Highlanders | 16–29 |
| 22-2-2003 | Queensland Reds - Brumbies   | 19–22 |
| 22-2-2003 | Crusaders - Hurricanes       | 37–21 |

|           | 4ª giornata                 |       |
| --------- | --------------------------- | ----- |
| 14-3-2003 | Crusaders - Waikato Chiefs  | 36–29 |
| 14-3-2003 | Brumbies - Stormers         | 37–22 |
| 14-3-2003 | Coastal Sharks - Hurricanes | 20–35 |
| 15-3-2003 | Waratahs - Northern Bulls   | 26–16 |
| 15-3-2003 | Golden Cats - Highlanders   | 33–21 |
|           |                             |       |

|          | 7ª giornata                  |       |
| -------- | ---------------------------- | ----- |
| 4-4-2003 | Queensland Reds - Hurricanes | 23–26 |
| 4-4-2003 | Highlanders - Auckland Blues | 22–11 |
| 5-4-2003 | Northern Bulls - Stormers    | 24–27 |
| 5-4-2003 | Waratahs - Crusaders         | 34–31 |
| 6-4-2003 | Brumbies - Waikato Chiefs    | 55–31 |
|          |                              |       |

|           | 10ª giornata                    |       |
| --------- | ------------------------------- | ----- |
| 25-4-2003 | Highlanders - Brumbies          | 45–19 |
| 26-4-2003 | Northern Bulls - Crusaders      | 32–31 |
| 26-4-2003 | Auckland Blues - Coastal Sharks | 25–16 |
| 26-4-2003 | Queensland Reds - Golden Cats   | 41–13 |
| 26-4-2003 | Stormers - Waikato Chiefs       | 24–23 |
|           |                                 |       |

|           | 2ª giornata                     |       |
| --------- | ------------------------------- | ----- |
| 28-2-2003 | Waikato Chiefs - Auckland Blues | 27–30 |
| 1-3-2003  | Crusaders - Queensland Reds     | 34–6  |
| 1-3-2003  | Highlanders - Stormers          | 41–17 |
| 1-3-2003  | Hurricanes - Northern Bulls     | 34–46 |
| 1-3-2003  | Coastal Sharks - Brumbies       | 25–17 |
| 1-3-2003  | Golden Cats - Waratahs          | 36–48 |

|           | 5ª giornata                      |       |
| --------- | -------------------------------- | ----- |
| 21-3-2003 | Auckland Blues - Queensland Reds | 62–20 |
| 21-3-2003 | Waratahs - Stormers              | 29–39 |
| 21-3-2003 | Coastal Sharks - Highlanders     | 19–23 |
| 22-3-2003 | Brumbies - Northern Bulls        | 64–26 |
| 22-3-2003 | Golden Cats - Hurricanes         | 21–28 |
|           |                                  |       |

|           | 8ª giornata                     |       |
| --------- | ------------------------------- | ----- |
| 11-4-2003 | Hurricanes - Waratahs           | 42–26 |
| 12-4-2003 | Waikato Chiefs - Coastal Sharks | 25–31 |
| 12-4-2003 | Crusaders - Golden Cats         | 65–34 |
| 12-4-2003 | Northern Bulls - Auckland Blues | 28–56 |
| 12-4-2003 | Stormers - Queensland Reds      | 20–41 |
|           |                                 |       |

|          | 11ª giornata                     |       |
| -------- | -------------------------------- | ----- |
| 2-5-2003 | Stormers - Crusaders             | 13–51 |
| 2-5-2003 | Auckland Blues - Golden Cats     | 33–9  |
| 3-5-2003 | Highlanders - Waratahs           | 23–27 |
| 3-5-2003 | Hurricanes - Brumbies            | 27–35 |
| 3-5-2003 | Queensland Reds - Coastal Sharks | 22–13 |
| 3-5-2003 | Northern Bulls - Waikato Chiefs  | 29–26 |

|          | 3ª giornata                      |       |
| -------- | -------------------------------- | ----- |
| 7-3-2003 | Highlanders - Northern Bulls     | 29–22 |
| 7-3-2003 | Hurricanes - Stormers            | 33–18 |
| 7-3-2003 | Golden Cats - Brumbies           | 34–32 |
| 8-3-2003 | Waikato Chiefs - Queensland Reds | 43–27 |
| 8-3-2003 | Auckland Blues - Crusaders       | 39–5  |
| 8-3-2003 | Coastal Sharks - Waratahs        | 36–49 |

|           | 6ª giornata                  |       |
| --------- | ---------------------------- | ----- |
| 28-3-2003 | Auckland Blues - Brumbies    | 41–15 |
| 29-3-2003 | Golden Cats - Coastal Sharks | 23–29 |
| 29-3-2003 | Waratahs - Queensland Reds   | 23–35 |
| 29-3-2003 | Hurricanes - Waikato Chiefs  | 24–14 |
| 29-3-2003 | Highlanders - Crusaders      | 16–17 |
|           |                              |       |

|           | 9ª giornata                      |       |
| --------- | -------------------------------- | ----- |
| 18-4-2003 | Crusaders - Coastal Sharks       | 23–18 |
| 18-4-2003 | Brumbies - Waratahs              | 41–15 |
| 19-4-2003 | Waikato Chiefs - Golden Cats     | 40–9  |
| 19-4-2003 | Hurricanes - Highlanders         | 37–15 |
| 19-4-2003 | Stormers - Auckland Blues        | 8–36  |
| 19-4-2003 | Northern Bulls - Queensland Reds | 39–19 |

|           | 12ª giornata                    |       |
| --------- | ------------------------------- | ----- |
| 9-5-2003  | Brumbies - Crusaders            | 21–28 |
| 9-5-2003  | Auckland Blues - Hurricanes     | 29–17 |
| 10-5-2003 | Queensland Reds - Highlanders   | 28–23 |
| 10-5-2003 | Waratahs - Waikato Chiefs       | 25–14 |
| 10-5-2003 | Coastal Sharks - Northern Bulls | 16–24 |
| 10-5-2003 | Stormers - Golden Cats          | 27–21 |

### Classifica
|  |     | Squadra     | G  | V  | N | P | PF  | PS  | B | Pt |
|  | --- | ----------- | -- | -- | - | - | --- | --- | - | -- |
|  | 1.  | Blues       | 11 | 10 | 0 | 1 | 393 | 185 | 9 | 49 |
|  | 2.  | Crusaders   | 11 | 8  | 0 | 3 | 360 | 263 | 8 | 40 |
|  | 3.  | Hurricanes  | 11 | 7  | 0 | 4 | 324 | 277 | 7 | 35 |
|  | 4.  | Brumbies    | 11 | 6  | 0 | 5 | 358 | 313 | 7 | 31 |
|  | 5.  | Waratahs    | 11 | 6  | 0 | 5 | 313 | 344 | 7 | 31 |
|  | 6.  | Bulls       | 11 | 6  | 0 | 5 | 320 | 354 | 5 | 30 |
|  | 7.  | Highlanders | 11 | 6  | 0 | 5 | 287 | 246 | 5 | 29 |
|  | 8.  | Reds        | 11 | 5  | 0 | 6 | 281 | 318 | 6 | 26 |
|  | 9.  | Stormers    | 11 | 5  | 0 | 6 | 255 | 353 | 3 | 23 |
|  | 10. | Chiefs      | 11 | 2  | 0 | 9 | 257 | 274 | 9 | 17 |
|  | 11. | Sharks      | 11 | 3  | 0 | 8 | 239 | 306 | 5 | 17 |
|  | 12. | Cats        | 11 | 2  | 0 | 9 | 259 | 398 | 4 | 12 |

## Semifinali
| Christchurch 16 maggio 2003 | Crusaders | 39 – 16 | Hurricanes | Jade Stadium |

| Auckland 17 maggio 2003 | Blues | 42 – 21 | Brumbies | Eden Park |

## Finale
| Arbitro: | André Watson |

|                |      |                    |
| Howlett, Braid | mt   | Hammett (2), Ralph |
| Spencer        | tr   | Mehrtens           |
| Spencer (3)    | c.p. |                    |